# Профессиональная деформация
Профессиона́льная деформа́ция (от лат. deformatio — «искажение») — когнитивное искажение, психологическая дезориентация личности, формирующаяся из-за постоянного давления внешних и внутренних факторов профессиональной деятельности и приводящая к формированию специфически-профессионального типа личности.
Изначально профессиональную деформацию связывали с распространением выработанных человеком профессиональных стереотипов на другие сферы его жизни, включая поведение вне профессии и общение.
Впервые термин «профессиональная деформация» ввёл Питирим Сорокин как обозначение негативного влияния профессиональной деятельности на человека. Профессиональную деформацию описывали в своих работах такие учёные, как С. Г. Геллерштейн (1930), Е. И. Рогов (1992, 2016), А. К. Маркова (1996), Э. Ф. Зеер (1999, 2003), С. П. Безносов (2004), Р. М. Грановская (2010), С. А. Дружилов (2013).
Исследователи выделяют профессиональную деформацию личности, профессиональную деформацию деятельности, профессиональную деформацию трудового поведения. Для обозначения негативных изменений в профессиональной деятельности используют также термин «профессиональные деструкции» (Э. Ф. Зеер, С. А. Дружилов).

## Связь с профессией
Наиболее подвержены профессиональной деформации лица, работающие с людьми, например: работники правоохранительных органов, военные, руководители, депутаты, чиновники, социальные работники, педагоги, медики, психиатры, продавцы, сами психологи. Для них профессиональная деформация может выражаться в формальном, функциональном отношении к людям. Как в сфере социономических профессий, так и в технических профессиях профессиональные деформации по-разному выражаются в зависимости от конкретной профессии: у учителей — в авторитарности и категоричности суждений; у психологов, психотерапевтов — в стремлении анализировать, интерпретировать и прогнозировать поведение человека без особой надобности; у программистов — в тенденции искать ошибки в различных жизненных ситуациях, склонности к алгоритмизации.
У управленцев профессиональная деформация может проявляться как рост агрессивности, неадекватности в восприятии людей и ситуаций, приводя к падению (или утрате) способности к эффективному общению, самосовершенствованию, развитию, вплоть до потери вкуса к жизни.
Аналогично происходит в творческих профессиях, так иллюстраторы Сергей Тюнин и Андрей Бильжо отмечали, что многие писатели категорически не воспринимают жанр карикатуры, так как являются «людьми слова»:

«Моя практика и жизненный опыт доказывает, что хуже всего карикатуры понимают литераторы, потому что они чувствуют слово, они привыкли к слову, если там остроумная подпись они поймут, но визуально они, как правило, не секут… а вот как раз физики, математики привыкли к диаграммам и могут смеяться над какой-нибудь параболой».— Художник Сергей Тюнин на канале «Культура».

## Проявления
Частными случаями, способами проявления профессиональной деформации являются: административный восторг, синдром эмоционального «выгорания», управленческая эрозия.
Выделяют несколько способов систематизации проявлений деформации личности:
1. Первая систематизация
  1. Должностная деформация — руководитель не ограничивает свои властные полномочия, у него появляется стремление к подавлению другого человека, нетерпимость к иному мнению, исчезает умение видеть свои ошибки, самокритичность, возникает уверенность, что собственное мнение единственно правильное. Встречается чаще всего.
  2. Адаптивная деформация — пассивное приспособление личности к конкретным условиям деятельности, в результате чего у человека формируется высокий уровень конформизма, он перенимает безоговорочно принятые в организации модели поведения. При более глубоком уровне деформации у работника появляются значительные и иногда носящие ярко выраженный негативный характер изменения личностных качеств, в том числе властность, низкая эмоциональность, жёсткость.
  3. Профессиональная деградация — крайняя степень профессиональной деформации, когда личность меняет нравственные ценностные ориентиры, становится профессионально несостоятельной.
2. Систематизация Рогова Е. И. По распространённости[9]
  1. Общепрофессиональные деформации — деформации, типичные для работников данной профессии. Например, учителя, преподающие разные предметы, работающие в разных учебных заведениях, по разным технологиям, остаются похожими друг на друга.
  2. Типологические профессиональные деформации — вызваны слиянием, синтонностью личностных качеств с соответствующими функциями деятельности, что в педагогической профессии отражено в существовании таких типов как «предметник», «организатор», «методист» и др.
  3. Профессионально-специальные деформации — деформации, обусловленные специализацией в профессии, что позволяет, например, различать учителя младших классов от педагога старшей школы или учителя физкультуры от учителя математики.
  4. Индивидуальные деформации — деформации, обусловленные изменениями личности работника, внешне не связанные с процессом деятельности, когда параллельно становлению профессионально важных качеств происходит развитие качеств, не имеющих, на первый взгляд, отношения к данной профессии.

По направлениям профессионализации субъекта
Деформации личности:
1. Акцентуирование профессионально важных качеств личности с одновременной деградацией свойств, не вовлечённых в деятельность.
2. Поглощённость личности деятельностью, постоянная потребность в её выполнении, как единственно возможного способа самореализации, проявляющаяся в феноменах «трудоголизма»; профессионального «огрубления» личности; административного восторга; упоения властью и проч.
3. Изменения самосознания личности, фиксируемые в деформированных «Я-образе» и «Я-концепции» субъекта деятельности; представлениях работника о профессионально важных качествах; гипертрофированной оценке важности и значения своей профессии; произвольно-субъективной интерпретации нормативного поведения; в симптомах «неудовлетворённости собой» и имиджем профессии; психологическом пресыщении профессиональной деятельностью; в деидеологизации или сверхидеологизации сознания и проч.
4. Развитие у субъекта профессиональных состояний физического, эмоционального и умственного истощения, проявляющиеся в синдроме «психического выгорания»; синдроме хронической усталости (СХУ); симптоме «переживания психотравмирующих обстоятельств»; симптоме «загнанности в клетку»; эмоциональной ригидности; «застревании» в своём профессиональном развитии и проч.
5. Формирование неадекватной регулятивной системы стабилизации личности, включающей феномены психологической защиты; самообмана; поведенческих деформаций; профессионального маргинализма; снижение аналитических способностей, гибкости мышления, умения взглянуть на ситуацию с другой позиции и проч.
Деформации профессиональной деятельности:
1. Деформация основных компонентов профессиональной деятельности, начиная от мотивов и заканчивая результатом.
2. Приверженность инструкциям, реализуемая с помощью таких форм поведения как формализм, педантичность, жёсткая регламентация деятельности; излишняя уверенность в непогрешимости используемых методов; противодействие новым способам и формам работы; низкая профессиональная мобильность; блокирование становления индивидуального стиля деятельности и проч.
3. Устранение эмоциональных проявлений из сферы профессиональной деятельности, что отражается в эмоциональной отстранённости; «приборном фетишизме»; опоре на профессиональные стереотипы; упрощённом восприятии ситуации; искажении нравственных ориентиров; снижении фрустрационной толерантности и проч.
4. Деформация профессиональных функций и норм, фиксируемая в феноменах редукции (упрощения) профессиональных обязанностей; инверсии субъективного смысла профессии; ослабление контроля за реализацией профессионального поведения; выученной беспомощности; управленческой эрозии; поведенческой ригидности; неэффективности принимаемых решений; появлении «теневых функций» профессии; информационной пассивности и проч.
Деформации профессионального взаимодействия:
1. Монологичность и необсуждаемое доминирование, проявляющиеся в чувстве своей абсолютной правоты; когнитивной ригидности; демонстрации авторитарности и агрессии; эффекте «упоения властью»; переоценке личностью своих возможностей; симптоме «личностной отстранённости, или деперсонализации»; симптоме двойной морали; расщеплении вербального и реального планов; восприятии партнёра общения как объекта для манипуляций, тяготящего своими проблемами и самим фактом существования и проч.
2. Жёсткая структурированность и формализованность взаимоотношений в системе «субъект-объект», что обнаруживается в отношении к объекту профессиональной деятельности как «типичному представителю» или неодушевлённому предмету; взаимодействии не с конкретным человеком, а со стереотипом, сложившимся у субъекта; в симптоме «эмоционального дефицита»; невозможности войти в положение объекта, соучаствовать, сопереживать; безразличии, равнодушии, душевной чёрствости и проч.
3. Оценочность взаимоотношений связана с гипертрофированием оценочной функции, при этом субъект деятельности присваивает себе право на любые оценки, что приводит к профессиональному цинизму; наблюдению и оценке объекта сквозь координатную сетку своих классификаций; симптому «эмоционально-нравственной дезориентации» и проч.
4. Перенос особенностей и методов профессионального взаимодействия на общение в других сферах и взаимодействие с ближайшим социальным окружением. Данное направление деформаций проявляется в нарушении взаимопонимания, коммуникативных барьерах, симптоме «расширения сферы экономии эмоций» и проч.

## Причины
Одна из самых частых причин профессиональной деформации, как утверждают специалисты, — это специфика ближайшего окружения, с которым вынужден иметь общение специалист-профессионал, а также специфика его деятельности.
Другой не менее важной причиной профессиональной деформации является разделение труда и всё более узкая специализация профессионалов. Ежедневная работа, на протяжении многих лет, по решению типовых задач не только совершенствует профессиональные знания, но и формирует профессиональные привычки, стереотипы, определяет стиль мышления и стили общения.
В психологической литературе выделяют три группы факторов, ведущих к возникновению профессиональной деформации: факторы, обусловленные спецификой деятельности, факторы личностного свойства, факторы социально-психологического характера.

## Психологические механизмы профессиональных деформаций
При рассмотрении профессиональных деформаций следует исходить из понимания того, что профессионал — это человек в целом. Соответственно, деформирующим изменениям в процессе длительного выполнения профессиональной деятельности могут подвергаться все его уровни (индивида, личности, субъекта деятельности и индивидуальности). Проявляться эти деструктивные изменения будут в профессиональной деятельности, профессиональном поведении (при вхождении и выходе из профессиональной деятельности), а также в профессиональном и внепрофессиональном общении.
Профессиональную деформацию рассматривают как «искажение» психологических моделей профессии и деятельности, либо их деструктивное построение.

## Профессиональные деструкции
В первом приближении можно говорить о профессиональных деструкциях как крайней форме выражения профессиональных деформаций. Но дифференциация (различение) понятий «профессиональные деформации» и «профессиональные деструкции» — не в степени нарастания негативных проявлений. Здесь действуют разные психологические механизмы.
При профессиональных деформациях происходят искажения, — структуры деятельности или свойств личности профессионала.
А при профессиональных деструкциях происходит разрушение (либо деструктивное построение) — структуры выполняемой деятельности (изменение её направленности на иные цели и результаты) или личности (её ориентация на противоположные ценности — трудовые и жизненные) профессионала.
Профессионально-деструктивная деятельность как проявление профессиональной маргинализации и депрофессионализации (разрушение профессионализма)

## Стереотипы
1. Стереотип «начальник должен быть жесткокожим, твёрдым, настойчивым» меняет структуру управленческого взаимодействия, переводя её на режим угрозы наказанием за проступок, приказное общение.
2. Стереотип «начальник всегда прав» отрицательно влияет на самостоятельность решений и суждений работника, формирует безынициативность, ожидание приказов и распоряжений со стороны руководства.
3. Стереотип догматического следования приказам порождает установку на бездумное выполнение любого приказа начальника, часто ведёт к внутриличностным конфликтам, если имеется собственное мнение о необходимости действовать по-другому.
4. Стереотип «маленького человека» ведёт к снижению профессиональной самооценки, проявлению конформизма и отсутствию собственных суждений по тому или иному служебному вопросу.
5. Стереотип «оптимального» ролевого поведения часто выступает как механизм приспособительного поведения к определённым служебным ситуациям и конкретным профессиональным действиям. Так, угрожающее и агрессивное поведение рассматривается как оптимальное для получения показаний от подозреваемого и т. д.
6. Стереотип «нахождения виновного» оправдывает все действия по нахождению виновного, его наказанию и т. п. При этом работа по выявлению истинных причин неэффективности деятельности уходит на задний план, и её недостатки не вскрываются.

В общем, не профессиональном, словоупотреблении термин профессиональная деформация используется в более слабом смысле, указывая (нередко с иронией) лишь на некое влияние профессиональных привычек на поведение людей в частной жизни, перенос специфически профессиональных стереотипов и установок на поведение вне работы.
13-й СанЪ: Суть термина «Профессиональная деформация личности» мне была непонятна в полной мере даже после выступления на конференции в академии с данной темой.
Но когда пришедший ко мне в гости друг-фотограф на мою просьбу «снять куртку» в прихожей, взял и сфотографировал её(!), — всё сразу же встало на свои места…

http://bash.im/quote/395628

## Профилактика и преодоление
Профилактика профессиональной деформации представляет собой совокупность предупредительных мероприятий, ориентированных на снижение вероятности развития предпосылок и проявлений профессиональной деформации. Необходимо осваивать техники управления сознанием, развивать умение переключаться с одного вида деятельности на другой, укреплять силу воли, а главное, не зацикливаться на стереотипах, стандартах, шаблонах и действовать по ситуации, в реальном времени, исходя из непосредственных условий.